# Evangelische Kirche (Röhrda)

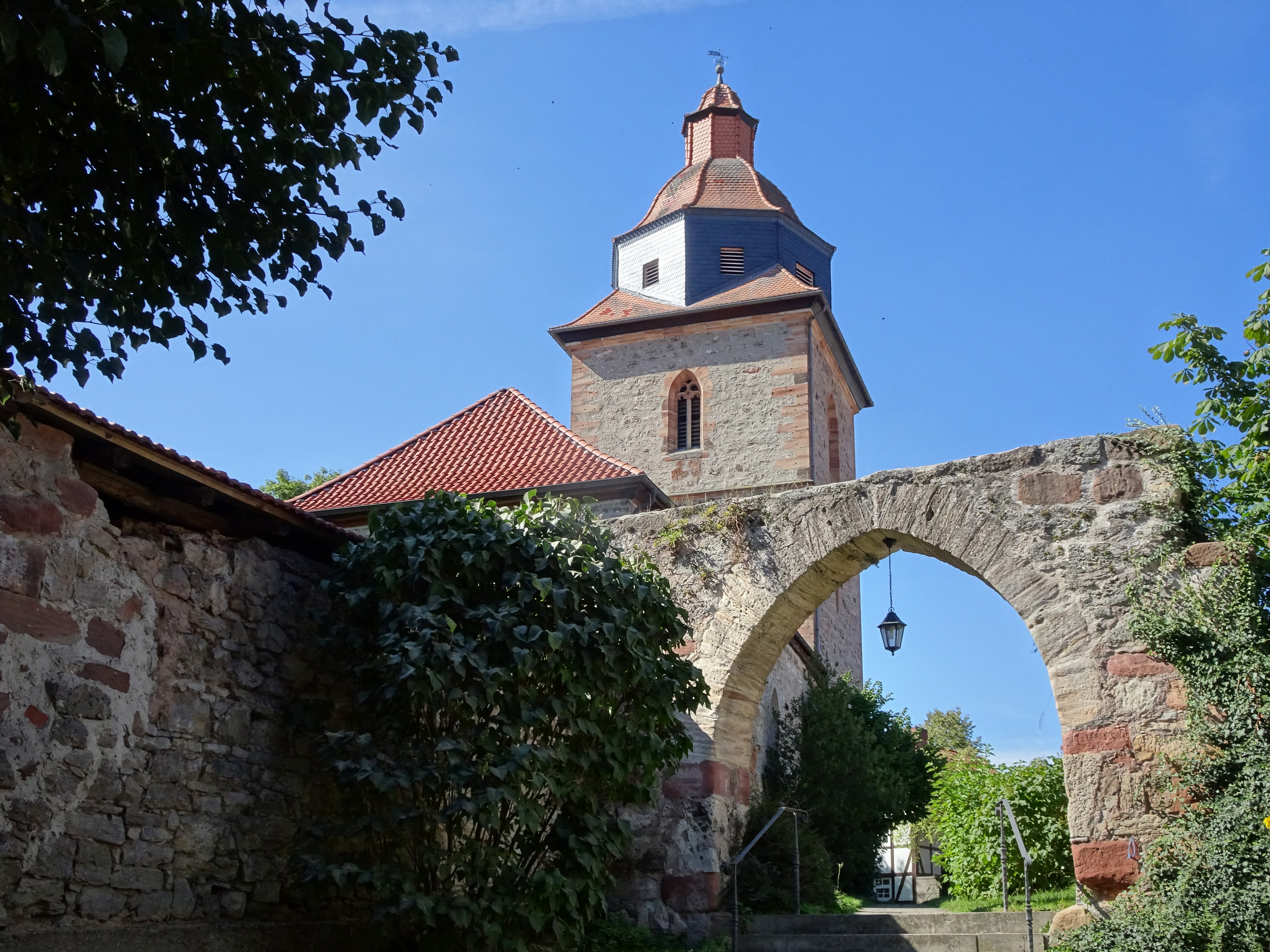
Evangelische Kirche (Röhrda)

Die evangelische Kirche Röhrda ist ein denkmalgeschütztes Kirchengebäude, das in Röhrda steht, einem Ortsteil von Ringgau im Werra-Meißner-Kreis (Hessen). Die Kirchengemeinde gehört zum Kirchspiel Datterode-Röhrda im Kirchenkreis Werra-Meißner im Sprengel Kassel der Evangelischen Kirche von Kurhessen-Waldeck.

## Beschreibung
Die spätgotische Saalkirche von 1328, deren Vorgänger Peter und Paul geweiht war, ist mehrfach, besonders im 18. Jahrhundert verändert worden. Der Kirchturm im Westen erhielt um 1600 einen achteckigen, schieferverkleideten Aufsatz, der den Glockenstuhl beherbergt. In ihm hängen drei Kirchenglocken, von denen zwei im Ersten Weltkrieg abgeliefert werden mussten. Sie wurden erst 1922 ersetzt. Die Glocke, die den Ersten Weltkrieg überlebt hatte, musste im Zweiten Weltkrieg abgeliefert werden und konnte erst 1986 ersetzt werden. Die glockenförmige Haube des Turms wird von einer Laterne bekrönt. Im Osten schließt sich an das Kirchenschiff ein eingezogener, rechteckiger Chor an. 
Der Innenraum des Kirchenschiffs ist mit einem hölzernen Muldengewölbe überspannt. Im Chor sind Reste von Wandmalereien vom Anfang des 16. Jahrhunderts vorhanden. Zur Kirchenausstattung gehören ein spätgotisches Sakramentshaus, die Kanzel von 1675 und der Altar, so wie er sich heute direkt unter dem östlichen Fenster befindet, vom Ende der 1960er Jahre. Die Orgel stammt aus der zweiten Hälfte des 18. Jahrhunderts.